# Марк Ацілій Канін
Марк Аці́лій Кані́н (також відомий як Маній Ацілій Канін або Каніан, лат. Marcus Acilius Caninus; Manius Acilius Caninus або Canianus; I століття до н. е.) — воєначальник часів пізньої Римської республіки, проконсул Сицилії 48 року до н. е., претор 47 року до н. е.

## Біографія
Походив з плебейського роду Аціліїв. Про батьків, молоді роки його відомостей не збереглося. Мав когномен Caninus, що означає з латині «собачий», але невідомо, чому він йому був наданий.
У 47 році до н. е. був претором. Був легатом у Гая Юлія Цезаря під час Громадянської війни в 48 році до н. е., воював в Епірі разом з іншим легатом Луцієм Стацієм Мурком проти військ прихильників Гнея Помпея — Марка Кальпурнія Бібула й Луція Скрибонія Лібона. Імовірно, добре себе проявив перед Цезарем, який просував Марка Ацілія по щаблях магістрату. 48 року до н. е. він призначив його проконсулом Сицилії. Надалі в ході підготовки військової кампанії проти парфян Цезар послав Марка Ацілія з військом до Македонії, де він залишався й після вбивства Цезаря.
Про подальшу долю Марка Ацілія Каніна згадок немає.